# 張紹良
張紹良（17世紀—17世紀），字元貞，南直隸鎮江府丹陽縣人，明朝軍事人物。

## 生平
張紹良是天啟二年（1622年）的武進士，獲授江口守備，崇禎七年（1634年）陞潿洲游擊，後分鎮淮揚，平定高寶湖饑民作亂，又在徐州督兵遏制流寇，再調廣東參將，陞副總兵，因病辭官。

## 引用
1. 1 2  民國《江蘇省通志稿·人物志·第二十九卷·仕績二○》：張紹良，字元貞，丹陽人。天啟壬戌武進士。守備江口，晉游擊，分鎮淮揚，定高寶湖中饑民之亂。督兵徐州，遏流寇。後調廣東參將，升副總兵。移疾歸。
2. ↑  道光《廉州府志·卷十七·武職官表》：游擊 駐潿洲……張紹良 鎮江武進士，崇禎七年任
3. ↑  四庫全書《江南通志·卷一百五十一·人物志》：張紹良，字元貞，丹陽人，天啟壬戌武進士，守備江口，晉遊擊，分鎮淮揚，定高寶湖中饑民之亂，督兵徐州，遏流寇。後調廣東參將，陞副總兵官，移疾歸。